# رمزنگاری الجمل

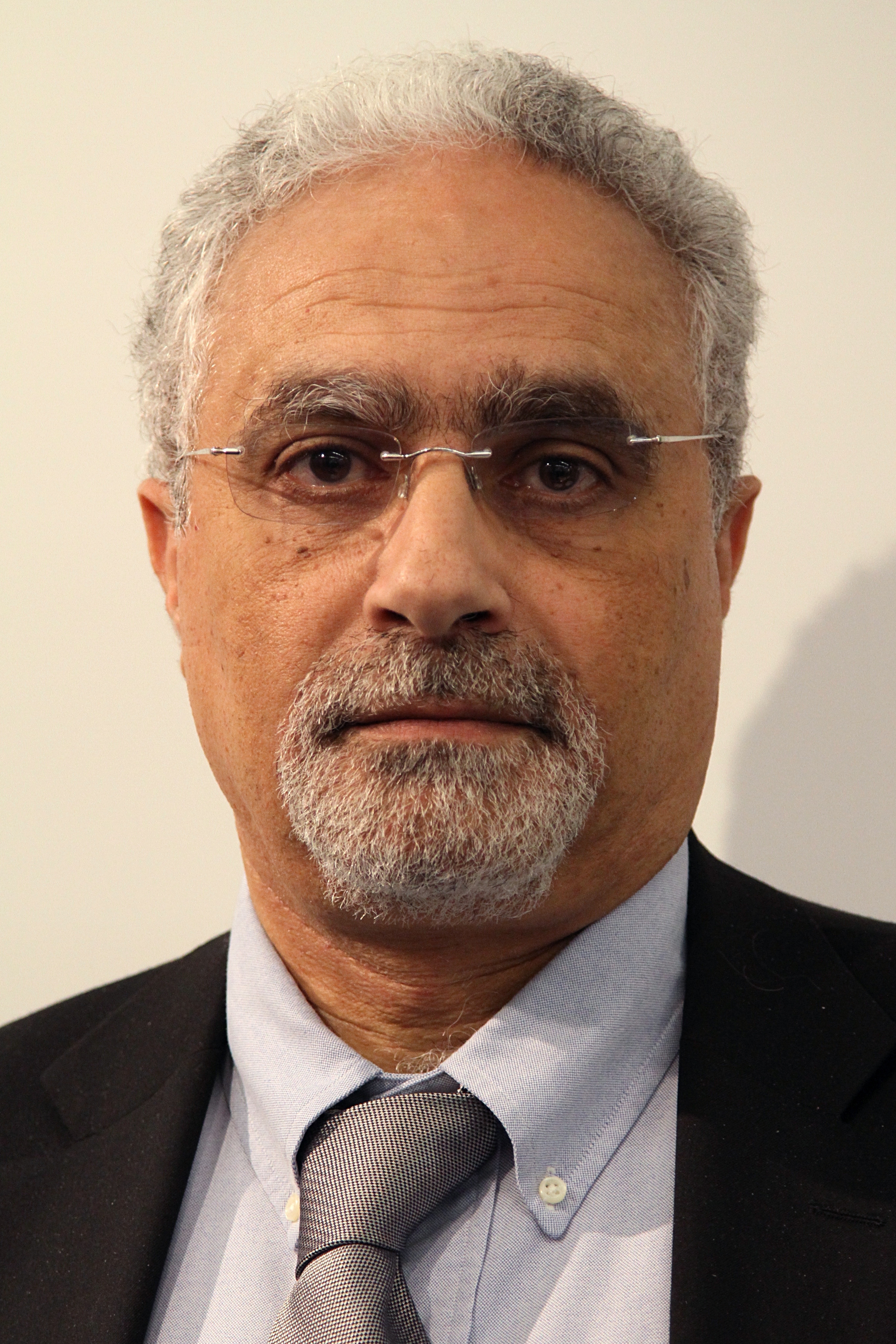
طاهر الجمل

رمزنگاری الجمل (به انگلیسی: ElGamal encryption) در رمزنگاری سیستم رمزنگاری الجمل یک الگوریتم رمزنگاری کلید عمومی است که بر پایه پروتکل تبادل کلید دیفی-هلمن ساخته شده‌است. این الگوریتم توسط طاهر الجمل در سال ۱۹۸۴ معرفی شد. الگوریتم الجمل در برنامه‌هایی مانند گنو پرایوسی گارد یا نسخه‌های اخیر PGP و سایر نرم‌افزارهای رمزنگاری استفاده می‌شود.
الگوریتم الجمل می‌تواند بر روی هر گروه دوری مانند {\displaystyle G} تعریف شود. امنیت آن بستگی به سختی مسئله‌ای خاص در {\displaystyle G} مربوط به محاسبهٔ لگاریتم گسسته دارد.

## الگوریتم
الگوریتم الجمل از سه قسمت تشکیل شده‌است.
- تولید کلید
- الگوریتم رمزنگاری
- الگوریتم رمزگشایی

### تولید کلید
مولد کلید این‌گونه کار می‌کند:
- آلیس توسط مولد {\displaystyle g} یک گروه دوری ضربی بهینهٔ {\displaystyle G} با مرتبهٔ {\displaystyle q} تولید می‌کند. این گروه باید شرایطی داشته باشد که در ادامه به آن‌ها اشاره می‌کنیم.
- آلیس به تصادف یک  {\displaystyle x} از {\displaystyle \{1,\ldots ,q-1\}} انتخاب می‌کند.
- آلیس {\displaystyle h=g^{x}\,} را محاسبه می‌کند.
- آلیس {\displaystyle h} را به همراه {\displaystyle G} ،{\displaystyle q} و {\displaystyle g} به عنوان کلید عمومی منتشر می‌کند و {\displaystyle x} را به عنوان کلید خصوصی نزد خود نگه می‌دارد.

### الگوریتم رمزنگاری
برای رمز کردن پیام {\displaystyle m} تحت کلید {\displaystyle (G,q,g,h)\,} این‌گونه عمل می‌کنیم:
- باب به تصادف یک {\displaystyle y} از {\displaystyle \{1,\ldots ,q-1\}} انتخاب می‌کند و {\displaystyle c_{1}=g^{y}\,} را حساب می‌کند.
- باب رمز مشترک {\displaystyle s=h^{y}} (که باید مخفی بماند) را محاسبه می‌کند.
- باب پیام {\displaystyle m} را به یک عضو از {\displaystyle G} مثل {\displaystyle m'} تبدیل می‌کند.
- باب سپس {\displaystyle c_{2}=m'\cdot s} را محاسبه می‌کند.
- باب در نهایت پیام رمزشدهٔ {\displaystyle (c_{1},c_{2})=(g^{y},m'\cdot h^{y})=(g^{y},m'\cdot (g^{x})^{y})\,} را برای آلیس می‌فرستد.

در اینجا اگر شخصی {\displaystyle m'} را بداند به‌راحتی می‌تواند {\displaystyle h^{y}} را به‌دست‌آورد. به همین دلیل برای بالا بردن امنیت برای هر پیغام، یک {\displaystyle y} جدید تولید می‌شود که به آن کلید موقتی یا کلید بی‌دوام (به انگلیسی: ephemeral key) می‌گویند.

### الگوریتم رمزگشایی
برای رمزگشایی پیام رمزی {\displaystyle (c_{1},c_{2})\,} به‌وسیلهٔ کلید خصوصی {\displaystyle x} این‌گونه عمل می‌کنیم:
- آلیس رمز مشترک را محاسبه می‌کند: {\displaystyle s=c_{1}^{x}}
- سپس آلیس {\displaystyle m'=c_{2}\cdot s^{-1}\,} را محاسبه می‌کند که به وسیلهٔ آن می‌تواند {\displaystyle m} را به‌دست‌آورد. در این‌جا  {\displaystyle s^{-1}} عضو وارون  {\displaystyle s} در  {\displaystyle G} می‌باشد.

این الگوریتم درست کار می‌کند زیرا:
{\displaystyle c_{2}\cdot s^{-1}=m'\cdot h^{y}\cdot (g^{xy})^{-1}=m'\cdot g^{xy}\cdot g^{-xy}=m'}

## امنیت
امنیت سیستم رمزنگاری الجمل به شرایط گروه {\displaystyle G} و همچنین روش پد کردن پیغام بستگی دارد.
اگر فرض دیفی-هلمن محاسباتی(CDH) بر روی گروه دوری {\displaystyle G} برقرار باشد، آن‌گاه تابع رمزنگاری یک‌طرفه است. اگر فرض دیفی-هلمن تصمیمی(DDH) بر روی  {\displaystyle G} برقرار باشد، آن‌گاه الجمل دارای امنیت معنایی خواهد بود. امنیت معنایی را نمی‌توان به تنهایی از فرض دیفی-هلمن محاسباتی به‌دست‌آورد.
رمزنگاری الجمل نرمش‌پذیر است، بنابراین در برابر حملهٔ متن رمزی انتخابی امن نیست. برای مثال توسط متن رمزی {\displaystyle (c_{1},c_{2})} از پیام {\displaystyle m} می‌توان به‌راحتی پیام {\displaystyle 2m} را توسط {\displaystyle (c_{1},2c_{2})} به‌دست‌آورد.
برای به‌دست آوردن امنیت متن رمزی انتخابی باید روش رمزنگاری را تغییر دهیم، یا این‌که از یک روش پد مناسب استفاده کنیم. بسته به نوع تغییرات فرض دیفی-هلمن تصمیمی می‌تواند مورد نیاز باشد یا نباشد.

## کاربرد عملی
سیستم رمزنگاری الجمل معمولاً در سیستم‌های رمزنگاری هیبریدی استفاده می‌شود. برای مثال، پیام توسط یک سیستم رمزنگاری متقارن رمز می‌شود و سپس از سیستم الجمل برای رمز کردن کلید متقارن استفاده می‌شود؛ زیرا سیستم‌های رمزنگاری نامتقارن مثل الجمل نسبت به سیستم‌های متقارن معمولاً سرعت پایین‌تری دارند و بنابراین با توجه به این‌که نسبت اندازهٔ کلید به متن بسیار کوچک‌تر است این کار از لحاظ زمانی بسیار بهینه‌تر است.

## کارایی
الگوریتم الجمل احتمالاتی کار می‌کند؛ به‌این معنی که رمزشدهٔ یک متن ثابت، می‌تواند متن‌های متفاوتی باشد و دلیل آن‌هم انتخاب تصادفی مقدار {\displaystyle y} در مرحلهٔ رمزگذاری می‌باشد.

### رمزنگاری
برای رمز کردن یک متن توسط الجمل به دو عنصر {\displaystyle g^{y}} و {\displaystyle h^{y}} نیاز داریم که با توجه به این که این عناصر مستقل از متن هستند، می‌توان آن‌ها را از قبل محاسبه کرد.

### رمزگشایی
در مرحلهٔ رمزگشایی برای به‌دست آوردن متن اصلی از متن رمزی {\displaystyle (c_{1},c_{2})} به‌وسیلهٔ کلید خصوصی {\displaystyle x}، ما نیاز به {\displaystyle s^{-1}} داشتیم. برای به‌دست آوردن بهینهٔ {\displaystyle s^{-1}} می‌توان از روش زیر استفاده کرد:
{\displaystyle s'=c_{1}^{q-1-x}=g^{y(q-1-x)}=g^{-xy}}
(در این‌جا محاسبات توانی به پیمانهٔ {\displaystyle q-1} انجام شده‌اند). حالا با توجه به‌این‌که {\displaystyle s=c_{1}^{x}=(g^{y})^{x}=g^{xy}} پس:
{\displaystyle s\cdot s'=g^{xy}\cdot g^{-xy}=1\Rightarrow s'=s^{-1}}